# Palazzo Ducale (Rivalta)
Il Palazzo Ducale di Rivalta è conosciuta anche come Villa Ducale di Rivalta, Reggia di Rivalta, Villa Estense o anche "Palazzone". Il Palazzo è una villa settecentesca che si trova nell'omonima frazione di Reggio Emilia.

## Storia
Nel 1641 il Palazzo venne acquistato dal principe Borso d'Este.
Tra il 1641 ed il 1644 fu ristrutturato ed ampliato.
Tra il 1647 ed il 1657 fu residenza di Borso d'Este e della moglie Ippolita d'Este.
Nel 1675 il Palazzo venne assegnato al marchese di Montecchio, Foresto d'Este, futuro marchese di Scandiano.
Nel 1724 lo stesso Foresto d'Este concesse il Palazzo al principe ereditario e futuro duca di Modena e Reggio Francesco III d'Este.
Il Palazzo con grande parco e parterre venne ispirato alla reggia di Versailles per volere della principessa francese e consorte di Francesco, Carlotta Aglaia d'Orléans. Per la sua bellezza poteva essere considerata una delle Delizie estensi.
Rivalta a quel tempo veniva considerata una piccola "villa", o frazione rurale, a sud di Reggio.
Nel 1788 il Palazzo Ducale fu collegato alla città, nella parte iniziale del percorso, da un viale alberato tuttora riconoscibile nel tracciato di viale Umberto I, dotato di fontane e obelischi decorativi ed affiancato all'epoca da filari di pioppi cipressini, oggi scomparsi e sostituiti da tigli. Un ponte, costruito nello stesso anno, agevolava il passaggio del torrente Crostolo.
Nel 1796, a seguito dell'ingresso e dell'avanzata dell'esercito francese in Italia, il Palazzo venne occupato dai distaccamenti dell'armata napoleonica nel suo transito lungo la pianura padana. Vi vennero alloggiati ufficiali e le truppe e fu base del comando militare di zona. Al termine dell'occupazione francese la Villa Ducale, spogliata di alcune opere artistiche e con alcuni segni dell'occupazione venne consegnata ad un comitato locale di cittadini.
Attorno al 1807 alcune parti dell'edificio, ivi incluso il prospetto principale verso i giardini, vennero abbattuti e l'intero giardino ducale venne pressoché cancellato per far posto a campi agricoli. Molti materiali vennero asportati per essere utilizzati in costruzioni private, mentre gli arredi e le capriate si trasformarono in legna da ardere distribuita a chi ne presentasse richiesta. L'ala residua, del tutto minore rispetto a quelle dei prospetti anteriore e posteriore - distrutte - era probabilmente destinata alla servitù. Permane anche la cappella, inglobata in edifici agricoli successivi.
Solo nel 2005 i resti della villa e del giardino sono stati acquisiti dal Comune di Reggio Emilia, che ha avviato per essi un percorso volto a recuperarli e a valorizzarli.

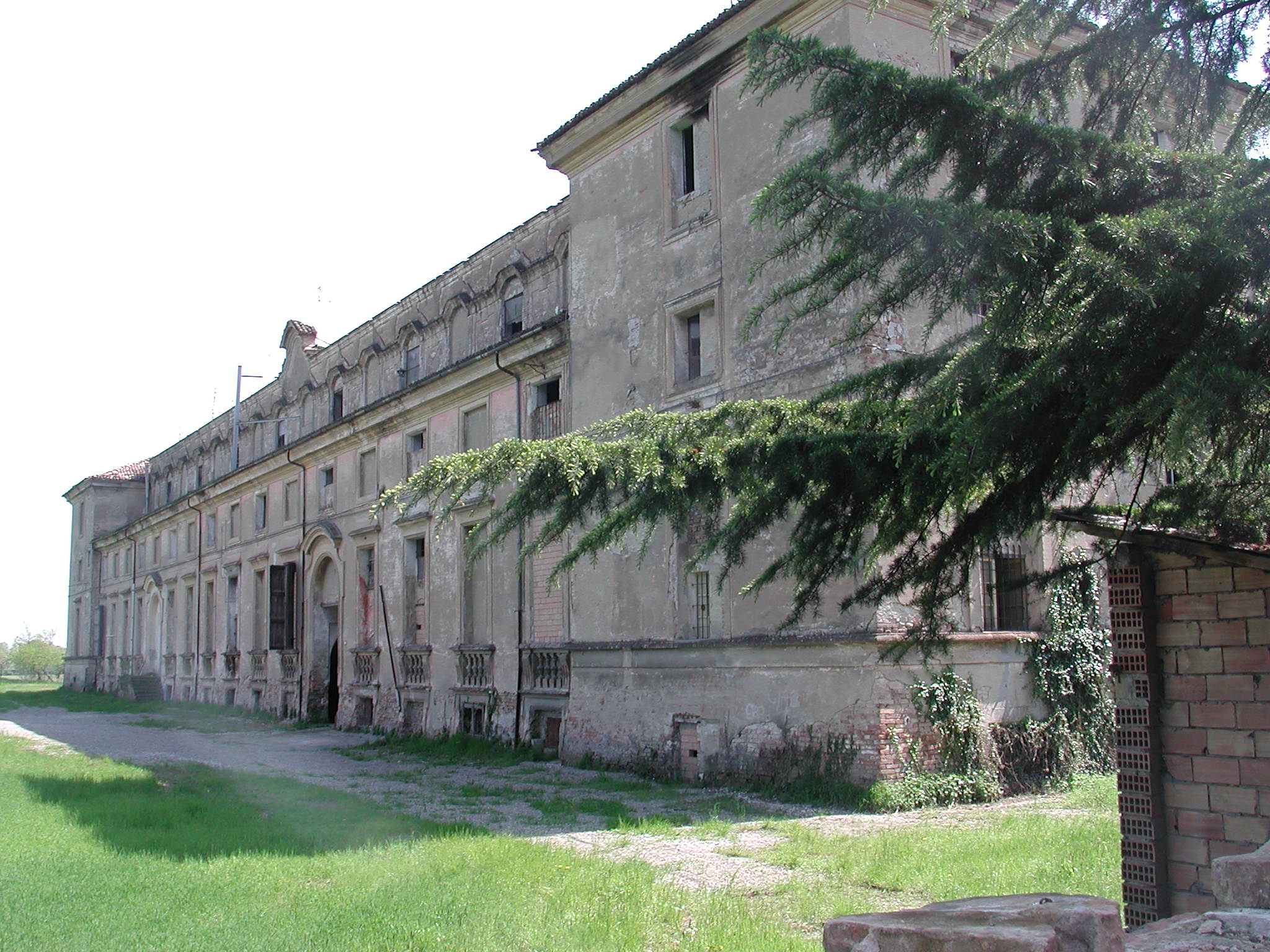
La Reggia prima del restauro del 2024

Il 6 aprile 2024, si sono conclusi gli interventi di restauro e valorizzazione dell'ala sud, unica superstite della Reggia estense di Rivalta, risalente al XVIII secolo e situata a Reggio Emilia. Parallelamente, sono in fase di ultimazione i lavori di riqualificazione del Giardino segreto, adiacente al Palazzo.
Il 28 giugno 2025 è stata riaperta al pubblico.

## Descrizione

### I giardini

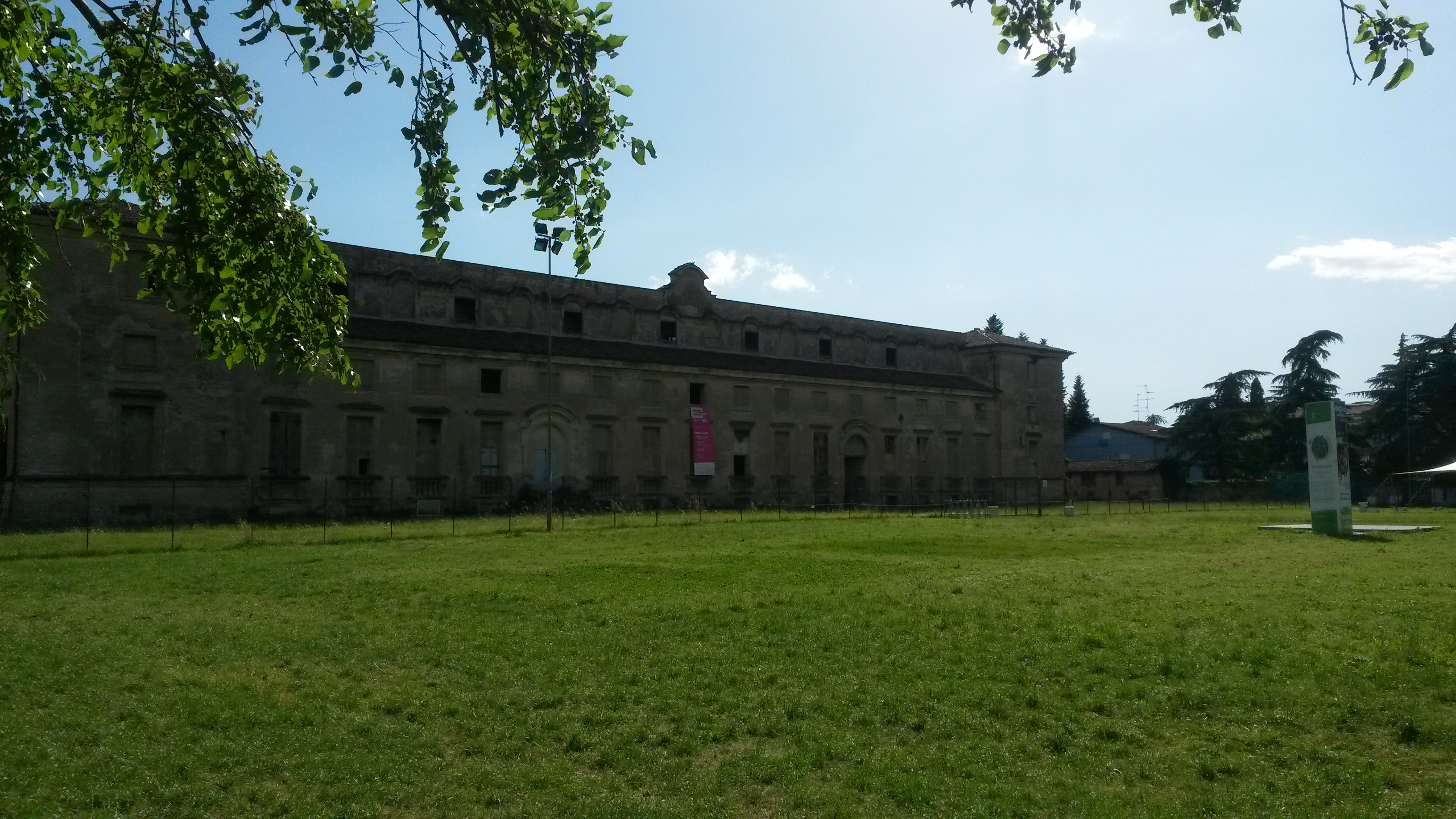
La reggia in una foto del 2014.

Del parco e dei giardini con giochi d'acqua, costruiti utilizzando l'acqua del vicino torrente Crostolo, sono rimasti solo il perimetro cintato, una vasca ovale in parziale rovina e presumibilmente una vasca lobata pur anch'essa ormai priva di riferimento all'originario contesto. Delle numerose statue che ornavano i giardini, molte furono distrutte mentre alcune vennero tolte e ricollocate nel cosiddetto Parco del Popolo, attuale parco civico nel centro della città; altre due furono collocate sul ponte del Crostolo - in località San Pellegrino - mentre una si trova, in evidenza, nella centrale piazza Prampolini. A pochi passi dalla villa ducale si erge un imponente cedro del Libano secolare di 27 metri di altezza. È stato ipotizzato trattarsi di uno degli alberi dell'originario parco estense, ma la posizione, accanto all'angolo di nord-est della villa, non consente di averne la certezza.

### Il complesso
Il Palazzo Ducale di Rivalta faceva parte di un più vasto complesso che comprendeva, a monte, anche la villa di Rivaltella (ora sede di un salumificio) e la Gran Vasca (Vasca di Corbelli), bacino artificiale che alimentava il sistema delle fontane e che contiene, al suo interno, l'isolotto "Fuggi l'Ozio", all'epoca destinato agli svaghi con annesso un bell'edificio tardo barocco ancora ottimamente conservato. Lo specchio d'acqua è stato affittato per la pesca sportiva ed è aperto alle passeggiate dei visitatori.